# مشط باعلى (الضليعة)
'

تعديل مصدري - تعديل

مشط باعلى هي إحدى قرى عزلة الضليعة بمديرية الضليعة التابعة لمحافظة حضرموت، بلغ تعداد سكانها 11 نسمة حسب تعداد اليمن لعام 2004.